# Замисловичі
Зами́словичі — село в Україні, в Олевській міській територіальній громаді Коростенського району Житомирської області. Населення становить 946 осіб (2001), налічується 387 дворів.

## Назва
Згідно із місцевою легендою, місцевість, де й розташоване село, було колись суцільною трясовиною. Княгиня Ольга, яка проїжджала цією місциною, загрузла у болоті і як тільки ступила на землю сказала: «О зле болото!» (одне з місцевих урочищ має назву Озле). Потім вона замислилась, а місце, куди був спрямований її погляд, стало пізніше селом Замисловичі[джерело?].

## Географія
Село розташоване за 25 км від районного центру (м. Олевськ) та за 12 км від залізничної станції Рудня-Радовельська. Селом протікає річка Перга.

## Населення
Згідно з переписом УРСР 1989 року чисельність наявного населення села становила 1176 осіб, з яких 588 чоловіків та 588 жінок/
За даними перепису населення 2001 року у селі проживали 946 осіб. Станом на 01.01.2022 р. — 783 особи.
Рідною мовою назвали:
| Мова       | Кількість осіб | Відсоток |
| ---------- | -------------- | -------- |
| українська | 943            | 99,68 %  |
| російська  | 3              | 0,32 %   |

## Історія
Перша згадка про село датується 1545 роком — тоді село перебувало у власності князя Капустіна. Потім село стало помістям княгині Богдани Філонівни Друцької-Гірської (до шлюбу Кміта-Чорнобильська), будучи одержаним нею у спадок від покійного брата, дворянина Лазаря Філоновича Кміти-Чорнобильського.

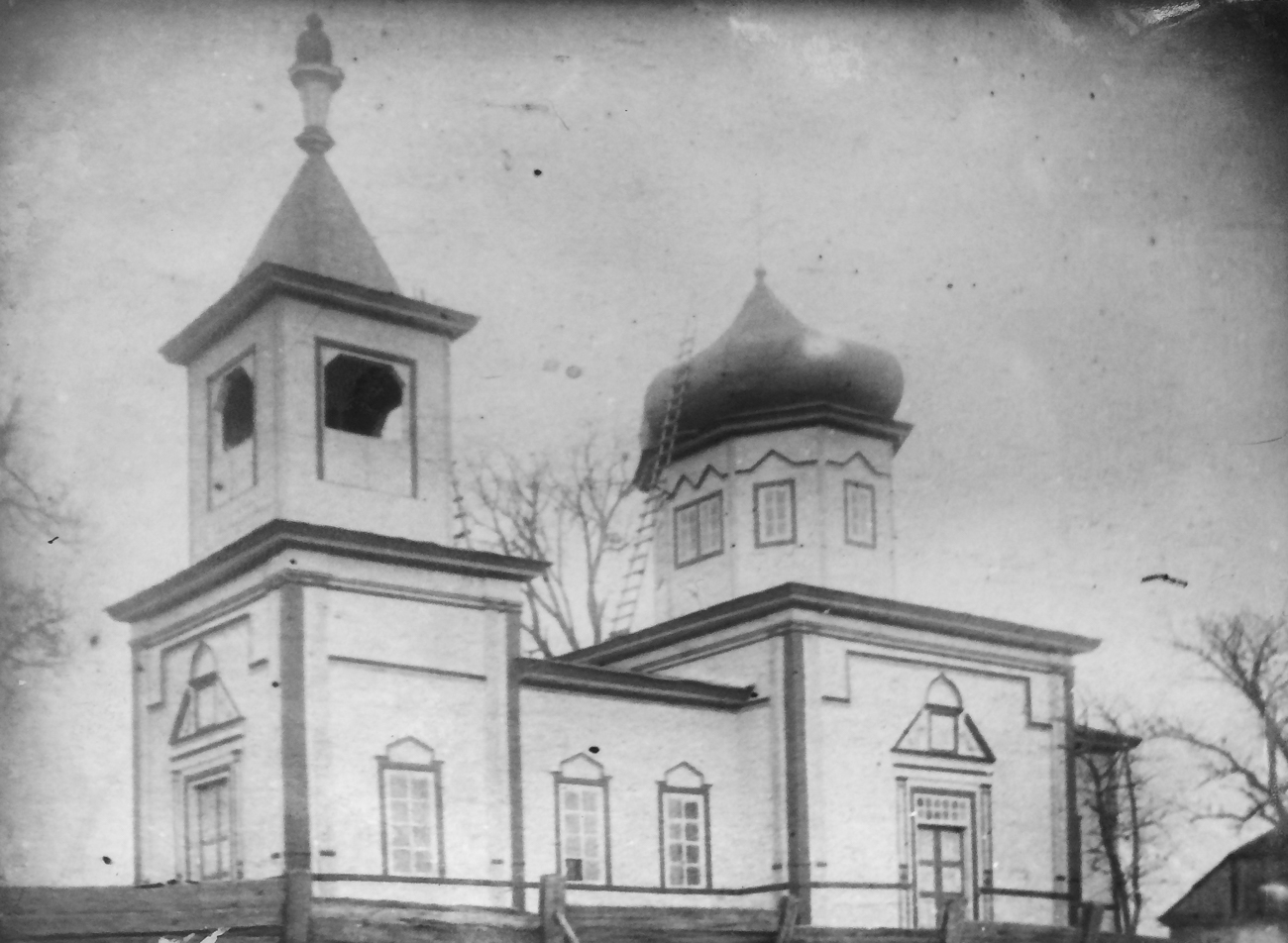
Церква, фото П. Жолтовського, 1929 рік

У 1869 році у селі була збудована церква, яка була спалена німецькими військами під час Другої світової війни. Зараз на її місці розташований пам'ятник односільчанам, загиблим під час війни.
У 1906 році — село Юрівської волості Овруцького повіту Волинської губернії. Відстань від повітового міста 75 верст, від волості 20. Дворів 136, мешканців 804.
Встановлення радянської влади відбулося у січні 1918 року. У 1927 році у Замисловичах було засноване лісництво, а вже у 1931 році частина селян і бідняків об'єднались для ведення колективного господарства, створивши колгосп «Пролетар». У 1933 році у селі було відкрито початкову школу, яка у 1936 році стала семирічною. На той час у школі навчалось 120 учнів, першим вчителем був Є. О. Олександровський, а її директором — Данило Федорович Савенко. Під час відступу німецьких військ школу було спалено.
У 1920-х роках у селі діяла дослідна станція кабінету антропології та етнології ім. Ф. Вовка.
Під час організованого радянською владою Голодомору 1932—1933 років померло щонайменше 5 жителів села.
У період Другої світової війни на фронтах билися 478 мешканців села, з них 136 загинули. Близько 20 жителів Замисловичів воювали у складі партизанських загонів. У пам'ять про загиблих односільчан було споруджено обеліск.
15 липня 1943 року село було спалено, загинуло 110 жителів.
Після звільнення населеного пункту від німецької окупації, у січні 1944 року наново було створено колгосп імені Горького.
У 1952 році до колгоспу імені Горького було приєднано колгосп імені Паризької комуни. 25 березня 1960 року, згідно з рішенням Ради Міністрів УРСР колгосп імені Горького було реорганізовано в підсобне сільське господарство Білокоровицького лісгоспзагу, а з 1 червня 1960 року було організоване підсобне сільське господарство Білокоровицького лісгоспзагу з центром у селі Замисловичі, до якого увійшли землі колгоспів імені Горького (Замисловичі), «Зоря комунізму» (Озеряни) та імені Калініна (Топильня). У березні 1963 року підсобне господарство Білокоровицького лісгоспзагу було об'єднано з підсобним господарством Олевського лісгоспзагу (з центром у селі Замисловичі) і підпорядковане Олевському лісгоспзагу. 15 серпня 1964 року підсобне господарство, за рішенням ЦК Компартії України і Ради Міністрів УРСР, було реорганізоване у хмелерадгосп «Олевський» з центром у селі Замисловичі.
У 1954 році було збудовано нову школу, яка у 1968 році стала середньою. У 1980 році, на кошти радгоспу «Олевський», було побудоване нове приміщення школи.
У радянські часи у центрі села було споруджено пам'ятник Володимиру Леніну.
18 січня 1995 року, Указом Президента України № 66/95 та рішенням загальних зборів членів № 1 від 10 листопада 1995 року, хмелерадгосп «Олевський» перетворено в колективне сільськогосподарське підприємство «Олевське». 3 грудня 1999 року, Указом Президента № 15-т-29/29 та рішенням загальних зборів членів, колективне сільськогосподарське підприємство «Олевське» реформоване у приватне сільськогосподарське підприємство «Олевське».
До 11 серпня 2016 року — адміністративний центр Замисловицької сільської ради Олевського району Житомирської області.

## Соціальна сфера
У селі працюють будинок культури, бібліотека з книжковим фондом понад 11 тис. примірників, фельдшерсько-акушерський пункт, ветеринарний пункт, поштове відділення. У Замисловичах здійснює діяльність «Олевське приватне орендне сільськогосподарське підприємство», лісництво, у розпорядженні якого перебувають 7,2 тис. га лісу.
Мешканцям села та його гостям надають послуги 3 приватні магазини і магазин райспоживспілки.
Замисловицька загальноосвітня школа I—III ступенів налічує 120 учнів (2012), педколектив — 18 учителів.

## Політика
На виборах у селі Замисловичі працює окрема виборча дільниця, розташована в приміщенні будинку культури. Результати виборів:
- Парламентські вибори 2002: зареєстровано 680 виборців, явка 84,56 %, найбільше голосів віддано за Комуністичну партію України — 40,35 %, за Виборчий блок політичних партій «За Єдину Україну!» — 23,65 %, за Блок Віктора Ющенка «Наша Україна» — 11,65 %. В одномандатному окрузі найбільше голосів отримав Савицький Валентин Вікторович (самовисування) — 65,91 %, за Жуковського Миколу Петровича (КПУ) — 15,83 %, за Спіженка Юрія Прокоповича (самовисування) — 7,65 %[11].
- Вибори Президента України 2004 (третій тур): зареєстровано 644 виборці, явка 98,14 %, з них за Віктора Ющенка — 42,56 %, за Віктора Януковича — 30,22 %[12].
- Парламентські вибори 2006: зареєстровано 617 виборців, явка 72,93 %, найбільше голосів віддано за блок «Наша Україна» — 23,11 %, за Партію регіонів — 20,00 %, за Комуністичну партію України — 12,67 %[13].
- Парламентські вибори 2007: зареєстровано 620 виборців, явка 68,71 %, найбільше голосів віддано за Блок «Наша Україна — Народна самооборона» — 40,85 %, за Партію регіонів — 23,71 %, за Блок Юлії Тимошенко — 15,26 %[14].

| Парламентські вибори 2012, результати голосування | Парламентські вибори 2012, результати голосування | Парламентські вибори 2012, результати голосування | Парламентські вибори 2012, результати голосування | Парламентські вибори 2012, результати голосування |
| ------------------------------------------------- | ------------------------------------------------- | ------------------------------------------------- | ------------------------------------------------- | ------------------------------------------------- |
|                                                   |                                                   |                                                   |                                                   | віддано голосів                                   |
| «Партія регіонів»                                 | «Партія регіонів»                                 |                                                   | 148                                               | 148                                               |
| «КПУ»                                             | «КПУ»                                             |                                                   | 84                                                | 84                                                |
| ВО «Батьківщина»                                  | ВО «Батьківщина»                                  |                                                   | 58                                                | 58                                                |
| «УДАР»                                            | «УДАР»                                            |                                                   | 30                                                | 30                                                |
| Інші                                              | Інші                                              |                                                   | 27                                                | 27                                                |

- Вибори Президента України 2010 (перший тур): зареєстрований 545 виборців, явка 70,09 %, найбільше голосів віддано за Віктора Януковича — 32,46 %, за Юлію Тимошенко — 23,82 %, за Петра Симоненка — 9,16 %[16].
- Вибори Президента України 2010 (другий тур): зареєстровано 558 виборців, явка 71,51 %, з них за Юлію Тимошенко — 53,88 %, за Віктора Януковича — 42,86 %[17].
- Парламентські вибори 2012: зареєстровано 553 виборці, явка 62,75 %, найбільше голосів віддано за Партію регіонів — 42,65 %, за Комуністичну партію України — 24,21 %, за Всеукраїнське об'єднання «Батьківщина» — 16,71 %. В одномандатному окрузі найбільше голосів отримав Пехов Володимир Анатолійович (ПР) — 56,14 %, за Тимошенко Миколу Михайловича (КПУ) — 21,35 %, за Озерчука Андрія Миколайовича (ВО «Батьківщина») — 13,74 %[15]